# Techija
Techija (hebrejsky: תחיה, Tchija, doslova „Obroda“), původně známá jako Banaj (hebrejsky: בנא"י, akronym pro Aliance věrných zemi izraelské, hebrejsky: ברית נאמני ארץ ישראל), poté jako Techija-Banaj (hebrejsky: תחייה-בנא"י), byla malá pravicová nábožensky-nacionalistická izraelská politická strana, která existovala v letech 1979 až 1992. Techija je často identifikována s postavou Ge'uly Kohenové, která stranu založila a vedla.

## Pozadí
Strana byla založena v roce 1979 během funkčního období devátého Knesetu, když bývalá členka Irgunu a Lechi Ge'ula Kohenová a izraelský spisovatel Moše Šamir vystoupili z Likudu na protest proti dohodám z Camp Davidu mezi Egyptem a Izraelem, a zejména pak proti postoupení Sinajského poloostrova Egyptu a vyhnání obyvatel z tamních osad.
Techija měla silné vazby na mimoparlamentní hnutí Guš emunim a její členové byli významní lidé z izraelských osad na Západním břehu a v Pásmu Gazy, jako Chanan Porat (pozdější poslanec Knesetu za Národní náboženskou stranu a Národní jednotu) a Eljakim Ha'ecni. Dalším zakladatelem a významným členem strany byl fyzik a bývalý rektor Telavivské univerzity Juval Ne'eman.
Poprvé strana kandidovala do Knesetu ve volbách v roce 1981 a získala tři poslanecké mandáty. Navzdory dřívějším rozdílným názorům byla strana zahrnuta do koaliční vlády Menachema Begina, společně s Likudem, Národní náboženskou stranou, Agudat Jisra'el, Tami a Telem. Kohenová ministerskou funkci odmítla a Ne'eman se stal ministrem vědy a rozvoje.
V následujících volbách v roce 1984 se stala Techija třetí nejsilnější stranou Knesetu, a to po Likudu a Ma'arachu, se ziskem pěti poslaneckých mandátů. Strana však nebyla součástí vlády národní jednoty mezi Beginovým Likudem a Ma'arachem Šimona Perese, v níž kromě zmíněných dvou stran byla Národní náboženská strana, Agudat Jisra'el, Šas, Moraša, Šinuj a Omec. Během funkčního období Knesetu ze strany v roce 1987 vystoupil Rafael Ejtan, který si založil novou stranu Comet.
V dalších parlamentních volbách v roce 1988 strana získala tři poslanecké mandáty a opět nebyla zahrnuta do vlády národní jednoty. Když však Ma'arach opustil v roce 1990 vládu, tehdejší premiér Jicchak Šamir přizval Techiju do jím vytvořené pravicové vlády. Kromě Likudu a Techiji vládu dále tvořily strany Šas, Národní náboženská strana, Agudat Jisra'el, Degel ha-Tora a Strana pro pokrok v sionistické myšlence. Kohenová opět odmítla ministerský post a Ne'eman se stal ministrem energetiky a infrastruktury a ministrem vědy a technologie. Navzdory svému pozdnímu příchodu do vládní koalice ji strana 21. ledna 1992 opustila na protest proti Šamirově účasti na Madridské konferenci.
Ve volbách v roce 1992 se straně nepodařilo překročit volební práh a následně zanikla. Většina voličů přešla k Ejtanově Cometu, který posílil ze dvou mandátů v roce 1988 na osm v roce 1992. Obě dvě strany soupeřily o stejný sekulárně pravicový elektorát, ačkoliv Comet mnohem více artikuloval sekulární, místy až antireligiózní postoje.

## Poslanci Knesetu
| Kneset (počet poslanců) | Poslanci |
| ----------------------- | --- |
| 9. (2)                  | Ge'ula Kohenová, Moše Šamir                                                                                   |
| 10. (3)                 | Ge'ula Kohenová, Juval Ne'eman, Chanan Porat (nahradil jej Cvi Šiloach)                                       |
| 11. (5 –1)              | Ge'ula Kohenová, Juval Ne'eman, Geršon Šafat, Eli'ezer Waldman – Rafael Ejtan (odešel a založil stranu Comet) |
| 12. (3)                 | Ge'ula Kohenová, Juval Ne'eman (nahradil jej Eljakim Ha'ecni), Eli'ezer Waldman (nahradil jej Geršon Šafat)   |